# Stazione di Linköping Centrale
La stazione centrale di Linköping (in svedese Linköpings centralstation) è la stazione ferroviaria principale di Linköping, Svezia.